# Ein Sack voll Murmeln
Ein Sack voll Murmeln ist ein französischer Spielfilm von Christian Duguay aus dem Jahr 2017 nach dem autobiografischen Roman von Joseph Joffo aus dem Jahr 1973. Im Jahr 1975 wurde eine erste Verfilmung veröffentlicht. Ein Sack voll Murmeln lief am 17. August 2017 in den deutschen Kinos an.

## Handlung
Joseph und Maurice sind die jungen Söhne des jüdischen Frisiersalonbesitzers Roman Joffo und seiner Frau Anna im besetzten Paris des Jahres 1941. Weil es für die jüdische Familie in Paris zu gefährlich wird, wollen sie in den italienisch besetzten Süden Frankreichs nach Nizza fliehen, wobei die beiden älteren Söhne Henri und Albert, die Eltern sowie Joseph und Maurice für sich reisen sollen. Schon am ersten Umsteigebahnhof Dax holen deutsche Soldaten Juden mit Waffengewalt aus dem Zug. Joseph und Maurice gelangen in Obhut eines Pfarrers in Sicherheit. Zu Fuß und als Anhalter kommen sie schließlich in Nizza an, wo sie die übrige Familie wieder treffen. Joseph betätigt sich auf dem Schwarzmarkt.
Als der Duce in Italien abgesetzt wird, übernehmen deutsche Soldaten die Kontrolle in Nizza und die Eltern Joffo bringen Joseph und Maurice in einem Erziehungsheim unter. Als die beiden mit einem Fahrer zu Einkäufen nach Nizza zurückfahren, werden sie von deutschen Soldaten geschnappt. Täglich geht ein Zug mit Juden in die Konzentrationslager. Alois Brunner verhört sie persönlich, um zu beweisen, dass sie Juden sind. Joseph und Maurice geben vor, in Algerien geboren, aber in Nizza getauft worden zu sein. Maurice erhält zwei Tage Freigang um die Taufscheine entgegenzunehmen. Ein Pfarrer setzt sich selbst bei Brunner für die Richtigkeit der (gefälschten) Dokumente ein und die beiden kommen wieder frei. Im Auto, das sie abholt, sitzt ihr Vater auf dem Rücksitz.
Aber sie müssen erneut fliehen – diesmal in ein Städtchen im Bergland. Maurice findet Arbeit in einem Restaurant und Joseph bei einem Buchhändler als Zeitungsverkäufer. Dessen Tochter Françoise hat es Joseph angetan. Allerdings ist der Buchhändler Anhänger von General Pétain und dessen Sohn Kollaborateur der Wehrmacht. Die beiden Brüder verleugnen deshalb ihr Judentum.
Bei einem Spaziergang werden Françoise und Joseph Zeuge, wie Kollaborateure, darunter Françoises Bruder, Résistance-Kämpfer hinrichten. Françoise liegt danach weinend in Josephs Armen. 
Eines Tages vermeldet die Zeitung die Befreiung von Paris. Nun geht es den Kollaborateuren an den Kragen. Joseph rettet dem Buchhändler und seiner Frau das Leben, indem er angibt, dieser habe Juden – nämlich ihn – in seinem Hause versteckt. Françoise verlässt das Städtchen, ohne sich von Joseph verabschiedet zu haben. 
Zurück in Paris treffen sich die Söhne und Anna Joffo – in schwarz – wieder. Der Vater Roman Joffo wurde verschleppt und starb in einem KZ.

## Kritik
„Verfilmung des autobiografischen Debütromans von Joseph Joffo, die in ihrer Lust an schönen Landschaftsbildern und Zeitkolorit die Bitterkeit des Stoffs etwas abmildert; dennoch lässt vor allem das Spiel der Kinderdarsteller intensiv am Schicksal der jungen Protagonisten Anteil nehmen.“